# Операција Штит ’94
Операција Штит 94 је кодни назив за операцију Војске Републике Српске у јесен 1994. године, у Босанској Крајини, чији је циљ био ослобађање територија Републике Српске заузетих од стране Армија Републике Босне и Херцеговине. Операција се завршила одлучујућом српском победом и започела другу фазу, Операцију Паук.

## Увод
Оценивши да су снаге 2. крајишког корпуса у неповољном оперативном и стратегијском положају, Атиф Дудаковић, командант 5. корпуса АРБиХ, наредио је 25. октобра отпочињање операције „Грмеч 94“. Циљ операције је био да се снаге 2. крајишког корпуса одбаце до границе где би артиљерија 2. крајишког корпуса била у немогућности да стави под надзор веће градове под контролом 5. корпуса АРБиХ (Бихаћ, Цазин итд.). Како су јединице АРБиХ у првом дану операције озбиљно уздрмале линије 2. крајишког корпуса, команда 5. корпуса наређује општи напад, овог пута желећи да се, на југу, преко Купреса споји са 7. корпусом АРБиХ, а на истоку, преко Босанске Крупе, изађе на реку Сану. До 31. октобра, Дудаковићеве јединице освојиле су скоро 250 km²; на југу, 5. корпус је заузео Кулен Вакуф.
Упркос великом успеху, корпус се сусрео са две, како ће се показати, одлучујуће препреке: Босанска Крупа је све време одолевала нападима АРБиХ, док је Мали Радић заузет тек 29. октобра (3. петровачка лака пјешадијска бригада, успевши да се организовано повуче са предњих положаја, задржава 5. корпус). Босанску Крупу је, готово сама, бранила 11. крупска лака пјешадијска бригада до 29. октобра, када су јединице АРБиХ успешно форсирале Уну. Међутим, управо тог дана стижу прва појачања 2.КК. Генерал-мајор Рајко Балаћ, на челу батаљона младих регрута и са по једним придруженим батаљоном из 43. мтбр и 6. санске лпбр, 30. октобра одбацује јединице АРБиХ из Босанке Крупе, истовремено угрожавајући њихову комуникацију са Бихаћем, са севера.
Ваздушну потпору ВРС током трајања операције Штит пружао је РВ и ПВО ВРС.

## Контраофанзива - Операција Штит 94
По наредби Врховног савета одбране РС, ген. Манојло Миловановић добија задатак да ослободи заузету територију и скрши моћ 5. корпуса АРБиХ. Још током трајања операције „Грмеч 94“, ген. Миловановић наређује корпусима ВРС да издвоје јединице за формирање три бригаде које би предводиле контранапад. Како је људство ових бригада долазило из више корпуса, ген. Миловановић одлучује да их назове 1. српска, 2. српска и 3. српска бригада. С обзиром да су бригаде 2. крајишког корпуса биле, мада угруване, и даље способне за борбу, ген. Миловановић формира три тактичке групе. Свака тактичка група је имала по једну српску бригаду, две бригаде из 2. крајишког корпуса, као и низ мањих јединица (током каснијих деловања биће формирана и четврта тактичка група од 11. крупске лаке пјешадијске бригаде и 1. новиградске пјешадијске бригаде).
Осим тактичких група, у контраофанзиви су учествовали и 6. (Бања Лука) и 7. (Приједор) одред Специјалне бригаде полиције, један оклопни батаљон 1. крајишког корпуса, Студентска бригада (од 4. новембра), као и елементи 65. заштитног пука. Операција је почела 4. новембра, а завршена је 20. новембра када је непријатељ враћен на почетне положаје, а сам град Бихаћ стављен у полуокружење.
Тактичка група 1:
- Прва српска бригада
- Школски Батаљон
- Батаљон 43. мтбр
- Батаљон 6. санске
- Мешовити батаљон Дринског корпуса
- 3. петровачка лака пјешадијска бригада

Тактичка група 2:
- Друга српска бригада
- Три мешовита батаљона
- 1. дрварска лака пјешадијска бригада

Тактичка група 3:
- Трећа српска бригада
- Три мешовита батаљона
- 15. бихаћка лака пјешадијска бригада
- 17. кључка лака пјешадијска бригада
- Гарда Пантери
- Специјални одред „Вукови са Дрине“